# Tagebuch für einen Mörder
Tagebuch für einen Mörder ist ein Kriminalfilm des Regisseurs Franz Josef Gottlieb aus dem Jahr 1988. Die Literaturverfilmung basiert auf einem Bühnenstück des englischen Schriftstellers Francis Durbridge.

## Handlung
Max Teligan ist ein erfolgreicher Roman-Schriftsteller. Seine unveröffentlichten Tagebuchaufzeichnungen erfreuen sich jedoch ganz besonderer Nachfrage. Der sich als amerikanischer Filmproduzent ausgebende Terry Wilde trifft sich eigens in München mit Teligan und macht ihm dort ein äußerst lukratives Angebot, um die Weltrechte für dieses Tagebuch zu erwerben.
Kurz nach den Verhandlungsgesprächen findet man Wilde, der in Wahrheit CIA-Agent war, ermordet am Münchner Flughafen. Wilde hatte Teligan in dessen Koffer einen Mikrofilm ohne dessen Wissen mitgegeben. Daraufhin entbrennt ein erbitterter Streit um den Mikrofilm und das Manuskript, an dem letztlich Geheimdienste und verschiedene terroristische Vereinigungen interessiert sind. Weitere Morde geschehen. Teligan schaltet seinen Freund Dave Hamley von Scotland Yard ein, der nun im Hintergrund die Untersuchungen leitet und letztlich klärt. Weshalb ein solches Interesse an seinem Tagebuch besteht, weiß Teligan jedoch nicht einmal selbst.

## Produktionsnotizen
Der Film hatte am 4. Juli 1988 in Deutschland seine Premiere im deutschen Fernsehen.